# William Kirby Cullen
William Kirby Cullen (Santa Ana, 9 marzo 1952) è un attore statunitense, attivo - soprattutto in campo televisivo - dall'inizio degli anni settanta sino alla metà degli ottanta.
Il suo ruolo più famoso è quello di Josh Macahan nella serie televisiva Alla conquista del West (1976-1979).

È apparso inoltre come guest-star in varie serie televisive e in alcuni film TV.

## Filmografia

### Cinema
- Multiple Maniacs, regia di John Waters (1970)
- Blood Song, regia di Alan J. Levi (1982)

### Televisione
- Room 222 (serie TV, 1 episodio, 1970)
- A tutte le auto della polizia (serie TV, 1 episodio, 1973)
- Shazam! (serie TV, 1 episodio, 1974)
- Lucas Tanner (serie TV, 1 episodio, 1975)
- Alla conquista del West (serie TV, 1976-1979)
- S.W.A.T. - Squadra speciale anticrimine (serie TV, 1 episodio, 1976)
- Giorno per giorno (serie TV, 1976)
- Codice R (serie TV, 1 episodio, 1977)
- Ai limiti dell'incredibile (serie TV, 1 episodio, 1977)
- The Force of Evil (film TV, 1977)
- La famiglia Bradford (serie TV, 1 episodio, 1977)
- David Cassidy - Man Undercover (serie TV, 1 episodio, 1978)
- Un posto per l'inferno (When Hell Was in Session, film TV, 1979)
- Barnaby Jones (serie TV, 1 episodio, 1980)
- Power (film TV, 1980)
- Fugitive Family (film TV, 1980)
- Buck Rogers (serie TV, 1 episodio, 1981)
- Supercopter (serie TV, 1 episodio, 1984)
- Autostop per il cielo (Highway to Heaven) – serie TV, episodio 2x12 (1985)

## Doppiatori italiani
- In Alla conquista del West, William Kirby Cullen è stato doppiato da Sandro Acerbo[2]